# هاء السكت
هاء السكت هي هاء ساكنة تلحق آخر الكلمة وقفًا، جاءت في عدة آيات من القرآن الكريم وأكثرها في سورة الحاقة.

## أحكامها في اللغة
هاء ساكنة تلحق آخر الكلمة وقفا وقد تحرك بالكسرة أو الضمّة وصلا إن وقعت بعد الألف، وتزاد هذه الهاء في آخر الكلمة وقفا؛ لتبين بها حركة ما قبلها، ومن ذلك اتصالها بفعل الأمر إذا كان محذوف العين واللام نحو: عِ، من وعى يعي، فنقول: عِهْ حديثا، فإذا وصلت قلت: عِ حديثا، وش ثوبا، حذفت؛ لأنك وصلت إلى التكلم بها فاستغنيت عن الهاء".
ولما ذكر سيبويه بعض مواضع دخولها قال: «وجميع هذا إذا كان بعده كلام ذهبتْ منه الهاء؛ لأنه قد استغني عنها، وإنما احتاج إليها في الوقف لأنه لا يستطيع أن يحرك ما يسكت عنده.»
ومن مواضع دخولها أيضا دخولها على الفعل المعتل اللام إذا كان مجزوماً مثل: يسعى، ويرمي، فنقول: لم يسعه، ولم يرمه «وذلك لأنهم كرهوا إذهاب اللامات والإسكان جميعاً، فلما كان ذلك إخلالا بالحرف كرهوا أن يسكنوا المتحرك».
وقال ابن هشام: «وأصلها أن يوقف عليها، وربما وصلت بنية الوقف».
ويتبين مما سبق أن هاء السكت عند أهل اللغة في الوقف يجوز إثباتها وحذفها إلا في مواضع لا بد من إثباتها وقفا كاتصالها بفعل الأمر الذي بقي على حرف واحد، أما إذا وصلت بما بعدها فيجب حذفها في غير القرآن الكريم.

## مواضع هاء السكت في القرآن الكريم
وردت في سبعة مواضع:
1. لم يتسنه - سورة البقرة - الآية رقم 259: ﴿أَوْ كَالَّذِي مَرَّ عَلَى قَرْيَةٍ وَهِيَ خَاوِيَةٌ عَلَى عُرُوشِهَا قَالَ أَنَّى يُحْيِي هَذِهِ اللَّهُ بَعْدَ مَوْتِهَا فَأَمَاتَهُ اللَّهُ مِائَةَ عَامٍ ثُمَّ بَعَثَهُ قَالَ كَمْ لَبِثْتَ قَالَ لَبِثْتُ يَوْمًا أَوْ بَعْضَ يَوْمٍ قَالَ بَلْ لَبِثْتَ مِائَةَ عَامٍ فَانْظُرْ إِلَى طَعَامِكَ وَشَرَابِكَ لَمْ يَتَسَنَّهْ وَانْظُرْ إِلَى حِمَارِكَ وَلِنَجْعَلَكَ آيَةً لِلنَّاسِ وَانْظُرْ إِلَى الْعِظَامِ كَيْفَ نُنْشِزُهَا ثُمَّ نَكْسُوهَا لَحْمًا فَلَمَّا تَبَيَّنَ لَهُ قَالَ أَعْلَمُ أَنَّ اللَّهَ عَلَى كُلِّ شَيْءٍ قَدِيرٌ ۝٢٥٩﴾ [البقرة:259]
2. اقتده - سورة الأنعام - الآية رقم 90 ﴿أُولَئِكَ الَّذِينَ هَدَى اللَّهُ فَبِهُدَاهُمُ اقْتَدِهْ قُلْ لَا أَسْأَلُكُمْ عَلَيْهِ أَجْرًا إِنْ هُوَ إِلَّا ذِكْرَى لِلْعَالَمِينَ ۝٩٠﴾ [الأنعام:90]
3. كِتَابِيَهْ - سورة الحاقة - الآية رقم 19، 25 (تكررت مرتين) في هذه السورة: ﴿فَأَمَّا مَنْ أُوتِيَ كِتَابَهُ بِيَمِينِهِ فَيَقُولُ هَاؤُمُ اقْرَءُوا كِتَابِيَهْ ۝١٩﴾ ﴿وَأَمَّا مَنْ أُوتِيَ كِتَابَهُ بِشِمَالِهِ فَيَقُولُ يَا لَيْتَنِي لَمْ أُوتَ كِتَابِيَهْ ۝٢٥﴾
4. حِسَابِيَهْ - سورة الحاقة - الآية رقم 20، 26 (تكررت مرتين) في هذه السورة: ﴿إِنِّي ظَنَنْتُ أَنِّي مُلَاقٍ حِسَابِيَهْ ۝٢٠﴾ ﴿وَلَمْ أَدْرِ مَا حِسَابِيَهْ ۝٢٦﴾
5. سُلْطَانِيَهْ - سورة الحاقة - الآية رقم 29: ﴿هَلَكَ عَنِّي سُلْطَانِيَهْ ۝٢٩﴾
6. مَالِيَهْ - سورة الحاقة - الآية رقم 28: ﴿مَا أَغْنَى عَنِّي مَالِيَهْ ۝٢٨﴾ [الحاقة:28]
7. هِيَهْ - سورة القارعة - الآية رقم 10: ﴿وَمَا أَدْرَاكَ مَا هِيَهْ ۝١٠﴾ [القارعة:10]

### القراءات
ثبت أن القراء جميعهم يثبتون هذه الهاء وقفا، وافترقوا فرقتين في وصلها:
بعضهم أسقطها وصلا، وبعضهم أثبتها -في الحالين- وصلاً ووقفا، فممن حذفها من السبعة وصلا حمزة، والكسائي حذفها في بعض المواضع، ومن العشرة يعقوب وخلف، ومن الأربعة عشر الأعمش واليزيدي وابن محيصن، والآخرون- أعني أصحاب القراءات المتواترة- أثبتوها وصلا ووقفا، ولكلٍّ حُجتُه.